# Біллі Оуенс
Біллі Юджін Оуенс (англ. Billy Eugene Owens, нар. 1 травня 1969, Карлайл, Пенсільванія, США) — американський професіональний баскетболіст, що грав на позиціях легкого форварда і атакувального захисника за низку команд НБА. Гравець національної збірної США.

## Ігрова кар'єра
Починав грати у баскетбол у команді Карлайлської старшої школи (Карлайл, Пенсільванія). Допоміг команді виграти чотири чемпіонства штату поспіль. У випускному класі вважався другим найперспективнішим баскетболістом США серед школярів після Алонзо Морнінга. На університетському рівні грав за команду Сірак'юз (1988—1991). 1990 року в складі збірної США завоював бронзову медаль Чемпіонату світу. 1991 року був визнаний найкращим баскетболістом року конференції Big East та був включений до першої збірної NCAA.
Того ж року був обраний у першому раунді драфту НБА під загальним 3-м номером командою «Сакраменто Кінґс». Проте професіональну кар'єру розпочав 1991 року виступами за «Голден-Стейт Ворріорс», куди був обміняний невдовзі після драфту на Мітча Річмонда. Захищав кольори команди з Окленда протягом наступних 3 сезонів. За підсумками свого дебютного сезону в лізі був включений до першої збірної новачків НБА.
З 1994 по 1996 рік грав у складі «Маямі Гіт».
1996 року перейшов до «Сакраменто Кінґс», у складі якої провів наступні 2 сезони своєї кар'єри.
Наступною командою в кар'єрі гравця була «Сіетл Суперсонікс», за яку він відіграв лише частину сезону 1999 року.
З 1999 по 2000 рік грав у складі «Філадельфія Севенті-Сіксерс».
Частину 2000 року виступав у складі «Голден-Стейт Ворріорс».
Останньою ж командою в кар'єрі гравця стала «Детройт Пістонс», до складу якої він приєднався 2000 року і за яку відіграв один сезон.

## Статистика виступів в НБА

### Регулярний сезон
| Сезон             | Команда                       | GP  | GS  | MPG  | FG%  | 3P%  | FT%  | RPG | APG | SPG | BPG | PPG  |
| ----------------- | ----------------------------- | --- | --- | ---- | ---- | ---- | ---- | --- | --- | --- | --- | ---- |
| 1991–92           | «Голден-Стейт Ворріорс»       | 80  | 77  | 31.4 | .525 | .111 | .654 | 8.0 | 2.4 | 1.1 | 0.8 | 14.3 |
| 1992–93           | «Голден-Стейт Ворріорс»       | 37  | 37  | 32.5 | .501 | .091 | .639 | 7.1 | 3.9 | 0.9 | 0.8 | 16.5 |
| 1993–94           | «Голден-Стейт Ворріорс»       | 79  | 72  | 34.7 | .507 | .200 | .610 | 8.1 | 4.1 | 1.1 | 0.8 | 15.0 |
| 1994–95           | «Маямі Гіт»                   | 70  | 60  | 32.8 | .491 | .091 | .620 | 7.2 | 3.5 | 1.1 | 0.4 | 14.3 |
| 1995–96           | «Маямі Гіт»                   | 40  | 40  | 34.7 | .505 | .000 | .633 | 7.2 | 3.4 | 0.8 | 0.6 | 14.8 |
| 1995–96           | «Сакраменто Кінґс»            | 22  | 11  | 27.0 | .420 | .417 | .643 | 5.7 | 3.2 | 0.9 | 0.7 | 9.9  |
| 1996–97           | «Сакраменто Кінґс»            | 66  | 56  | 30.2 | .467 | .347 | .697 | 5.9 | 2.8 | 0.9 | 0.4 | 11.0 |
| 1997–98           | «Сакраменто Кінґс»            | 78  | 78  | 30.1 | .464 | .371 | .589 | 7.5 | 2.8 | 1.2 | 0.5 | 10.5 |
| 1998–99           | «Сіетл Суперсонікс»           | 21  | 19  | 21.5 | .394 | .455 | .800 | 3.8 | 1.8 | 0.6 | 0.2 | 7.8  |
| 1999–00           | «Філадельфія Севенті-Сіксерс» | 46  | 7   | 20.0 | .434 | .333 | .594 | 4.2 | 1.3 | 0.6 | 0.3 | 5.9  |
| 1999–00           | «Голден-Стейт Ворріорс»       | 16  | 4   | 24.1 | .380 | .286 | .595 | 6.8 | 2.4 | 0.4 | 0.3 | 6.4  |
| 2000–01           | «Детройт Пістонс»             | 45  | 14  | 17.6 | .383 | .150 | .475 | 4.6 | 1.2 | 0.7 | 0.3 | 4.4  |
| Усього за кар'єру | Усього за кар'єру             | 600 | 475 | 29.4 | .481 | .291 | .629 | 6.7 | 2.8 | 0.9 | 0.5 | 11.7 |

### Плей-оф
| Сезон             | Команда                 | GP | GS | MPG  | FG%  | 3P%  | FT%  | RPG  | APG | SPG | BPG | PPG  |
| ----------------- | ----------------------- | -- | -- | ---- | ---- | ---- | ---- | ---- | --- | --- | --- | ---- |
| 1992              | «Голден-Стейт Ворріорс» | 4  | 4  | 39.3 | .526 | –    | .630 | 8.3  | 3.3 | 2.0 | 0.5 | 19.3 |
| 1994              | «Голден-Стейт Ворріорс» | 3  | 3  | 42.3 | .500 | .000 | .750 | 10.0 | 4.3 | 1.3 | 0.7 | 19.7 |
| 1996              | «Сакраменто Кінґс»      | 4  | 4  | 32.8 | .441 | .000 | .500 | 6.5  | 3.5 | 1.0 | 0.3 | 8.3  |
| Усього за кар'єру | Усього за кар'єру       | 11 | 11 | 37.7 | .496 | .000 | .644 | 8.1  | 3.6 | 1.5 | 0.5 | 15.4 |